# 普烏瓦伊
普烏瓦伊（夏威夷語： [puʔuˈvɐj]，意指「心臟」）是位於美國夏威夷州考艾縣的一個非建制地區，也是尼豪島上唯一的聚居地。

## 地理
普烏瓦伊的座標為21°54′07″N 160°12′15″W / 21.90194°N 160.20417°W，而該地的平均海拔高度為9米（即30英尺）。